# 卢楚
卢楚（？—618年8月11日），涿郡涿县（今河北省涿州市）人，北魏太常丞卢静曾孙，北魏司空掾卢景祚的孙子。

## 生平
盧楚少有才学，鲠急口吃，言语涩难。大业年間，为尚书右司郎，当朝正色，被公卿所忌惮。隋煬帝幸江都，他和段達、元文都留守東都，东都官僚多不奉法，盧楚纠察檢举，无所回避。
618年三月，隋煬帝死後，五月，越王楊侗称帝，以盧楚为内史令、左备身将军、摄尚书左丞、右光禄大夫，封涿郡公，与元文都、段達、王世充、皇甫無逸、郭文懿、赵长文等辅佐幼主，號稱七貴。他和元文都招撫李密攻打宇文化及，引起王世充的不快。元文都想除掉王世充，被段達告密。七月十五，王世充發難，兵攻太阳门，武卫将军皇甫无逸斩关逃难，喊盧楚同去關中投靠唐朝。盧楚對他說：“仆与元公有约，若社稷有难，誓以俱死，今舍去不义。”王世充之兵入宮，盧楚藏在太官署，被逮住，送至王世充處。王世充命令將他亂刀砍死，还杀了卢楚、元文都所有的儿子。

## 延伸阅读
[在维基数据编辑]
 《隋書·卷71》，出自魏徵《隋书》